# Cova del Valle
La cova del Valle està situada al municipi de Rasines, Cantàbria (Espanya). També és coneguda pels seus habitants com «La Viejarrona». Té una entrada de grans dimensions, cosa que li dona gran majestuositat. Hi neix el riu Silencio, afluent del Ruahermosa, ambdós tributaris de l'Asón. És de gran importància tant prehistòrica com espeleològica.

## Importància prehistòrica
Encara que no s'han trobat pintures rupestres a l'interior, el 1905 el pare Lorenzo Sierra va descobrir un jaciment importantíssim d'objectes i peces de diferents èpoques, com ara l'azilià (arpons, puntes, raspadors...) o el magdalenià superior (arpons d'una o dues files de dents i altres diferents estris d'os; la indústria del sílex té sobretot burins centrals i diversos tipus de raspadors). En aquest jaciment, també es va trobar un bastó perforat de gran valor arqueològic, avui desaparegut, del qual se'n conserva una còpia en escaiola al Museu Arqueològic Nacional d'Espanya. També va aparèixer un altre bastó perforat, menys important que l'anterior perquè no tenia decoració, que es conserva al Museu Regional de Prehistòria i Arqueologia de Cantàbria.

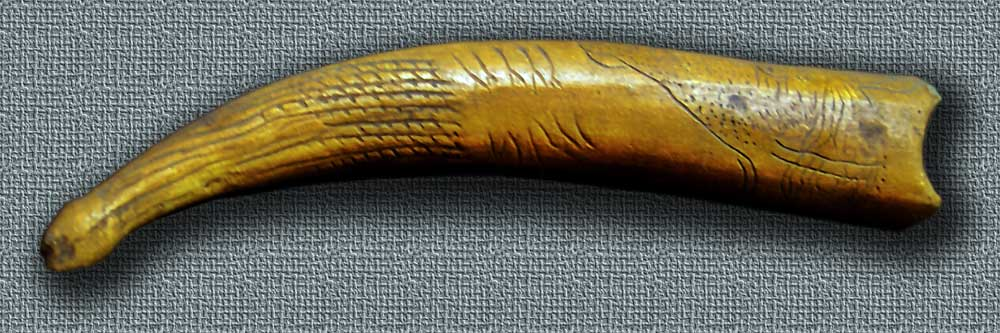
Bastó trobat a la cova del Valle
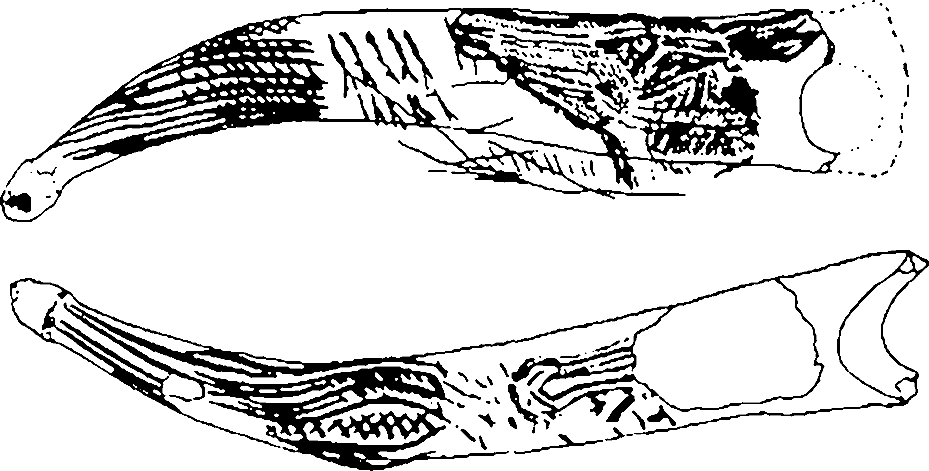
Bastó trobat a la cova del Valle

## Importància espeleològica
La cova del Valle està reconeguda com una de les cavitats més llargues explorades del món. Amb els seus més de 40 quilòmetres explorats, és molt coneguda pels practicants de l'espeleologia.